# Condado de Pierce (Georgia)
El condado de Pierce (en inglés: Pierce County), fundado en 1857, es uno de 159 condados del estado estadounidense de Georgia. En el año 2007, el condado tenía una población de 17 881 habitantes y una densidad poblacional de 18 personas por km². La sede del condado es Zebulon. El condado recibe su nombre en honor a Franklin Pierce. 

## Geografía
Según la Oficina del Censo, el condado tiene un área total de 891 km² (344 mi²), de la cual 881 km² (340,2 mi²) es tierra y 2 km² (0,8 mi²) (0.19%) es agua.

### Condados adyacentes
- Condado de Appling (norte)
- Condado de Wayne (noreste)
- Condado de Brantley (sureste)
- Condado de Ware (oeste)
- Condado de Bacon (noroeste)

## Demografía
Según el censo de 2000, había 15 636 personas, 5958 hogares y 4438 familias residiendo en la localidad. La densidad de población era de 18 hab./km². Había 6719 viviendas con una densidad media de 8 viviendas/km². El 86.90% de los habitantes eran blancos, el 10.91% afroamericanos, el 0.26% amerindios, el 0.18% asiáticos, el 0.05% isleños del Pacífico, el 0.97% de otras razas y el 0.73% pertenecía a dos o más razas. El 2.28% de la población eran hispanos o latinos de cualquier raza.
Los ingresos medios por hogar en la localidad eran de $29 895, y los ingresos medios por familia eran $35 903. Los hombres tenían unos ingresos medios de $28 331 frente a los $19 771 para las mujeres. La renta per cápita para el condado era de $14 230. Alrededor del 18.40% de la población estaban por debajo del umbral de pobreza.

## Transporte

### Principales carreteras
- U.S. Route 84
- SR 15
- SR 32
- SR 121
- SR 203

## Localidades
- Blackshear
- Offerman
- Patterson
- Waycross

### Comunidades no incorporadas
- Blue Lake
- Bristol
- Hacklebarney
- Jot Em Down Store
- Mershon
- Otter Creek
- Sandy Bottom
- Walkerville
- Zirkle's Landing